# 北海道リート投資法人
北海道リート投資法人（ほっかいどうリートとうしほうじん）は、北海道札幌市にある投資法人、非上場のREIT（不動産投資信託）、私募リート。資産運用会社は北海道アセットマネジメント株式会社。

## 概要
北海道の企業により共同で組成された、北海道初の投資法人（登録番号：北海道財務局長 第1号）、REITであり、北海道の地域特化型リートである。私募リートとして運用される。
三菱UFJ銀行札幌支社長であった浜野恭義（北海道アセットマネジメント株式会社社長）の働きかけで、北海道の企業を中心に共同で設立された。
2021年10月18日「北海道リート設立協議会」が北海道内企業20社や金融機関などにより設立。2022年7月7日に資産運用会社「北海道アセットマネジメント株式会社」設立、2023年1月に北海道リート設立を目指していた。2023年12月に投資法人が設立された。
2024年2月9日に資産規模80億円、6物件で運用開始した。投資対象は商業、レジデンス、オフィス等としている。2026年までに資産規模250億円を目指すとしている。

## 沿革
- 2021年（令和3年）10月18日 - 「北海道リート設立協議会」設立
- 2022年（令和4年）7月 - 資産運用会社である北海道アセットマネジメント株式会社設立
- 2023年（令和5年）12月 - 北海道リート投資法人設立
- 2024年（令和6年）1月18日 - 投資法人の登録（登録番号：北海道財務局長 第1号）[15]
- 2024年（令和6年）2月9日 - 運用開始

## スポンサー等
北海道企業19社と三菱UFJ銀行の計20社が「北海道アセットマネジメント株式会社」に出資し、内8社が幹事会社を担当する。所謂メインスポンサーは存在せず、幅広い先とのオープンな関係性を可能とさせている。
資産運用を担う幹事会社は太字で記載する。

### 出資企業と出資比率
- 株式会社アインホールディングス - 8.2%
- 伊藤組土建株式会社 - 8.2%
- 岩田地崎建設株式会社 - 8.2%
- クリプトン・フューチャー・メディア株式会社 - 8.2%
- 株式会社日動 - 8.2%
- 株式会社ニトリホールディングス - 8.2%
- 株式会社藤井ビル - 8.2%
- 北海道電力株式会社 - 8.2%
- 株式会社土屋ホールディングス - 4.1%
- 野口観光株式会社 - 4.1%
- 株式会社ほくていホールディングス - 4.1%
- 株式会社北海道新聞社 - 4.1%
- 株式会社丸ヨ池内 - 4.1%
- 石屋製菓株式会社 - 2.0%
- 株式会社中山組 - 2.0%
- 株式会社ノーザンクロス - 2.0%
- フルテック株式会社 - 2.0%
- 北海道空港株式会社 - 2.0%
- 宮坂建設工業株式会社 - 2.0%
- 株式会社三菱UFJ銀行 - 2.0%

### 連携機関
- 札幌市
- 名寄市[18][19][20]
- 株式会社北海道銀行[21][22]
- 株式会社みずほ銀行
- 三菱UFJ信託銀行株式会社
- 三菱UFJモルガン・スタンレー証券株式会社
- スターツコーポレーション株式会社
- 東洋不動産[23]
- ビーロット[24][25]

## ポートフォリオ
2024年2月9日の運用開始時で、資産規模80億円、6物件。うち2物件は、札幌市北区百合が原の商業施設（ツルハドラッグ百合が原店等）と岩見沢市の商業施設底地（コメリパワー岩見沢店等）で、ビーロット・アセットマネジメント株式会社が運営する合同会社BOL1から取得した。
2025年2月14日にホテルと賃貸マンションの合計3物件を64億円で取得し、運用資産規模は145億円、9物件（商業施設3物件、賃貸マンション4物件、オフィスビル1物件、ホテル物件）となった。